# Брназе
Брназе (хорв. Brnaze) — населений пункт у Хорватії, у Сплітсько-Далматинській жупанії у складі міста Синь.

## Населення
Населення за даними перепису 2011 року становило 3 184 осіб.
Динаміка чисельності населення поселення:

## Клімат
Середня річна температура становить 12,92 °C, середня максимальна – 27,83 °C, а середня мінімальна – -2,34 °C. Середня річна кількість опадів – 903 мм.
| Клімат поселення                              | Клімат поселення | Клімат поселення | Клімат поселення | Клімат поселення | Клімат поселення | Клімат поселення | Клімат поселення | Клімат поселення | Клімат поселення | Клімат поселення | Клімат поселення | Клімат поселення | Клімат поселення |
| Показник                                      | Січ.             | Лют.             | Бер.             | Квіт.            | Трав.            | Черв.            | Лип.             | Серп.            | Вер.             | Жовт.            | Лист.            | Груд.            |                  |
| Середній максимум, °C                         | 9,18             | 10,51            | 13,89            | 17,61            | 22,16            | 25,97            | 27,83            | 27,74            | 23,05            | 18,24            | 12,80            | 9,79             |                  |
| Середня температура, °C                       | 3,41             | 4,78             | 8,14             | 11,86            | 16,40            | 20,20            | 22,97            | 22,88            | 18,20            | 13,38            | 7,93             | 4,92             |                  |
| Середній мінімум, °C                          | −2,34            | −0,99            | 2,38             | 6,10             | 10,64            | 14,45            | 18,10            | 18,02            | 13,33            | 8,51             | 3,06             | 0,04             |                  |
| Норма опадів, мм                              | 75               | 65               | 72               | 77               | 64               | 62               | 43               | 56               | 79               | 99               | 114              | 97               |                  |
| Середньомісячна швидкість вітру, м/с          | 2.12             | 2.42             | 2.62             | 2.50             | 2.24             | 2.00             | 2.02             | 1.86             | 2.01             | 2.03             | 2.42             | 2.40             |                  |
| Середньомісячна сонячна радіація, кДж/м²·день | 5383             | 8172             | 11785            | 16225            | 20056            | 22664            | 24315            | 21398            | 15913            | 10292            | 5894             | 4595             |                  |
| --------------------------------------------- | ---------------- | ---------------- | ---------------- | ---------------- | ---------------- | ---------------- | ---------------- | ---------------- | ---------------- | ---------------- | ---------------- | ---------------- | ---------------- |
| Джерело:                                      |                  |                  |                  |                  |                  |                  |                  |                  |                  |                  |                  |                  |                  |